# Alumno

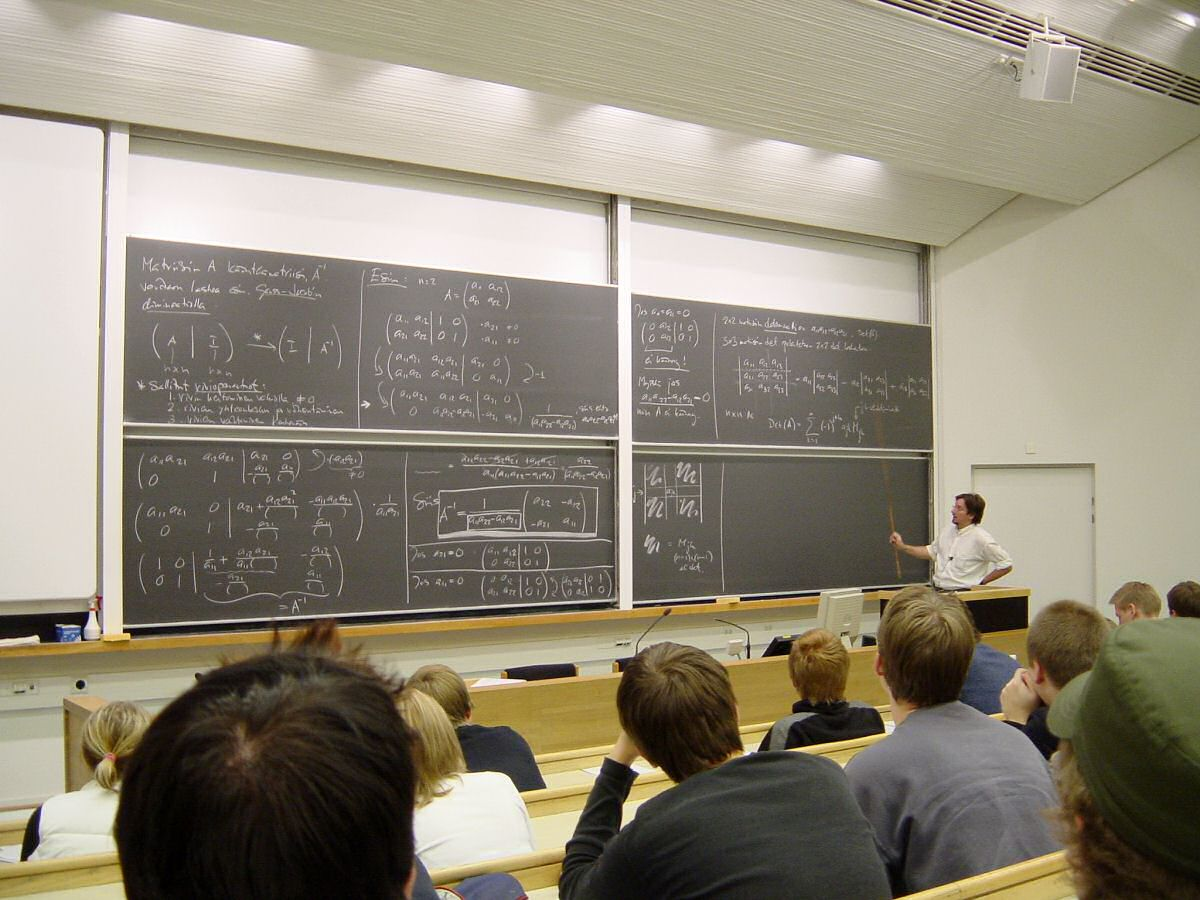
Alumnos siguiendo una clase de álgebra

Un alumno o una alumna es aquella persona que aprende de otra u otras personas, acepción que, en este caso, resulta ser sinónimo de discípulo. Se dice de cualquier persona respecto del que la educó y crio desde su niñez, aunque uno puede ser asimismo alumno de otra persona más joven. De hecho, al alumno se le puede generalizar como estudiante o también como aprendiz. Igualmente es alumno aquel o aquella que es discípulo respecto de su maestro, de la materia que aprende o de la escuela, colegio o universidad donde estudia. El estudiante es un alumno.

## Etimología y Pseudoetimología
Desde el punto de vista etimológico, en estricta consideración de la ciencia lingüística, «alumno» es una palabra proveniente del latín «alumnus» 'alumno, pupilo, discípulo', que corresponde al empleo sustantivo del participio pasado del verbo «alere», cuyo significado es ‘alimentar’ o ‘alimentarse’ y asimismo ‘sostener’, ‘mantener’, ‘promover’, ‘incrementar’, ‘fortalecer’. Sin embargo, existe a la vez un mito muy divulgado que sostiene que el vocablo alumno significaría en realidad 'sin luz'  o, metafóricamente, sin la luz del conocimiento, ignorante, seudoetimologia basada en una interpretación forzada con origen en la segmentación abigarrada o errónea de su étimo, de tal manera que a- sería un prefijo privativo de origen griego y lumen un elemento léxico de origen latino con el significado de 'luz'; cabe resaltar que dicha interpretación es errónea y carece de asidero lingüístico.

## Tipos de alumnos (escuela)
Entre los diferentes tipos de alumnos podemos distinguir:
- Hay alumnos oficiales que siguen la enseñanza en los colegios, institutos, universidades y otros lugares y demás centros del Estado, incluidos sus sitios virtuales, con obligatoriedad de asistir a clase o acreditar los trabajos mandados.
- Hay alumnos libres que no cursan estudios en centros del Estado, ni en colegios reconocidos o sitios virtuales autorizados y que han de examinarse ante los tribunales de los centros oficiales.
- Existe también la figura del alumno oyente, aquel alumno que obtiene del decano o catedrático la autorización para asistir a las clases y prácticas de los alumnos oficiales simplemente para aprender, o bien, para examinarse luego en calidad de alumno libre.
- Alumno colegiado es el que recibe enseñanza en un colegio o centro reconocido.
- Alumno externo es el que solo permanece en el centro de enseñanza durante las horas de clase.
- Alumno interno es aquel que vive en el establecimiento donde recibe la enseñanza (residencia de estudiantes, colegios mayores, internados, universidades laborales...).
- Alumno mediopensionista es el que permanece en el centro de enseñanza durante toda la jornada escolar, almorzando en el mismo. Este alumno que permanece en el colegio haciendo en él la comida del mediodía también se llama pupilo y en la mayoría de los colegios, escuelas e institutos se ofrecen estos servicios.
- Alumno becario es el alumno que disfruta de una beca para pagarse los estudios, la estancia o/y la comida o el transporte.
- Y se le dice alumno no universitario a aquel que ha obtenido dispensa de escolaridad o que no asiste obligatoriamente a las clases de un centro, pero que tiene que examinarse y acreditarse ante los profesores o catedráticos del mismo.

Hay situaciones en la enseñanza reglada en las que los alumnos cursan las asignaturas a distancia, sin obligatoriedad de asistir a clase, a no ser puntualmente. Es aquí donde están presentes con mucha fuerza las llamadas TICs, nuevas tecnologías y técnicas de la información, que permiten a los alumnos mayor flexibilidad en el tiempo y en el espacio para desarrollar su proceso de enseñanza - aprendizaje.

## Alumno de Educación a Distancia
El estudiante exitoso de Educación a Distancia es un alumno independiente y autónomo, con un claro autoconocimiento de sus recursos, como habilidades, capacidades y talentos. Tiene una buena administración del tiempo, una alta motivación hacia el estudio y una predisposición para el aprendizaje de nuevas herramientas. 
Debe tener por supuesto una alta tolerancia hacia la frustración y sabe tomar decisiones oportunas a través de una comunicación asertiva. 
Además conoce sus necesidades y aprovecha las oportunidades que se le presentan para simplificar el trabajo y combinarlo con sus actividades normales.
Administra correctamente el tiempo y tiene una alta motivación hacia el estudio, junto con una predisposición para el aprendizaje de nuevas herramientas. 
Al realizar un verdadero trabajo en equipo, le implica un gran esfuerzo y le es necesaria una correcta expresión, ya que no lo hace en forma presencial.
Los estudiantes a distancia suelen tener una motivación de logro muy determinada, y se enfocan en el estudio con sentido práctico.

## Mitos del plural
En latín, el plural masculino o de grupos mixtos es alumni y el femenino es alumnae. 
Dado que (generalmente en los Estados Unidos de América) se utiliza asiduamente la palabra Alumni para referirse al cuerpo de estudiantes recibidos de una institución, hay quienes erróneamente han inferido que "alumno" quiere decir "no iluminado" (por el conocimiento) y "alumni" los "sí iluminados". 
Al parecer este mito emana del parecido del fonema "alum-" con "alumbrado" y la finalización "-no" y "-ni" como "no y si"; mas la etimología del lema "alumno" es pupilo o hijo adoptivo, no relacionado con el lema "alumbrar". 